# Штефан-чел-Маре (Арджеш)
Штефан-чел-Маре (рум. Ștefan cel Mare) — село у повіті Арджеш в Румунії. Адміністративний центр комуни Штефан-чел-Маре.
Село розташоване на відстані 67 км на захід від Бухареста, 50 км на південний схід від Пітешть, 115 км на схід від Крайови, 132 км на південь від Брашова.

## Населення
За даними перепису населення 2002 року у селі проживали 2123 особи, усі — румуни. Усі жителі села рідною мовою назвали румунську.